# Kína autópályái
A Kínai Nemzeti Autópályák (CNH/Guodao) (egyszerűsített kínai írással: 中华人民共和国国道; hagyományos kínai írással: 中華人民共和國國道; pinjin: Zhōnghuá Rénmín Gònghéguó Guódào) a szárazföldi Kínát átszelő főutak hálózata. A közlekedés és a gazdasági fejlődés elősegítésére létrehozott rendszer észak-déli és kelet-nyugati főútvonalakat, gyorsforgalmi utakat és helyi utakat foglal magában. A hálózat 2024-re több mint 1,9 millió kilométernyi autópályát foglal magába, és ezzel a világ egyik legkiterjedtebb hálózatává válik. A legfontosabb mérföldkövek közé tartozik a főbb gyorsforgalmi utak 2008-ig történő befejezése és a folyamatos bővítések, amelyek célja az összeköttetések javítása, különösen a nyugati és kevésbé fejlett területeken.
Kína később tervezett és épített gyorsforgalmi útjaitól eltekintve a CNH legtöbbje nem szabályozott hozzáférésű autópálya.

## Története

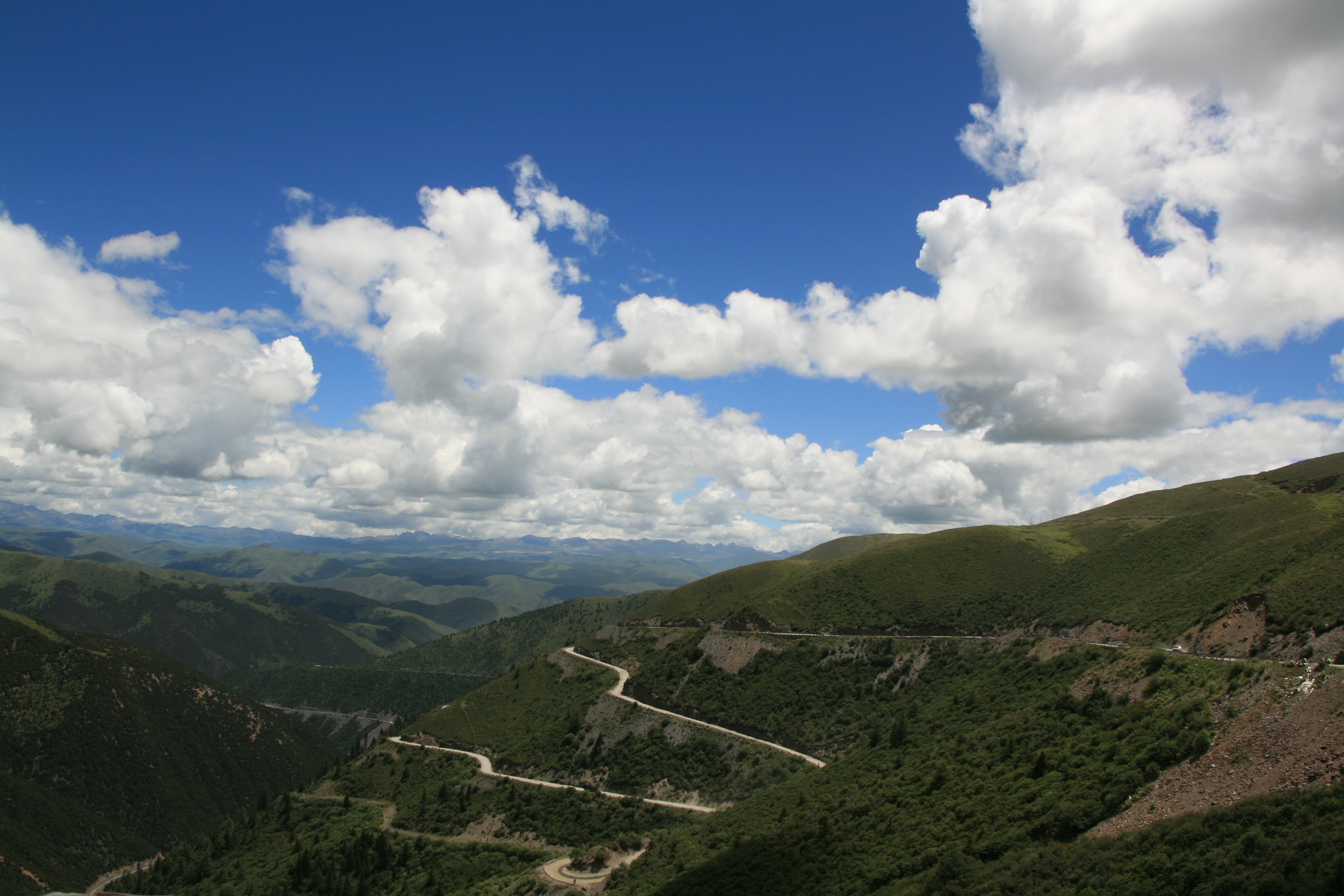
Kínai 318-as nemzeti autópálya Yajiang és Kangding között, Sichuan

Az autópályák építését kulcsfontosságúnak tekintik az infrastruktúra-építés felgyorsítása szempontjából. 2003-ban az autópálya-építésre fordított beruházás 350 milliárd kínai jüant tett ki, és 219 kulcsfontosságú autópálya-projekt valósult meg, amelyek elsősorban az öt észak-déli és hét kelet-nyugati országos főútvonalra, valamint a nyugat-kínai és vidéki autópályákra összpontosítottak. 2004 végére a forgalom számára megnyitott autópályák teljes hossza elérte az 1,871 millió km-t, beleértve a 34 300 km modern, fejlett közlekedési szabványnak megfelelő gyorsforgalmi utakat, ami a világon a második helyet jelenti. Az ország autópályasűrűsége 19,5 km/100 km² volt. Az öt észak-déli és a hét kelet-nyugati irányú, összesen 35 000 km hosszúságú országos főútvonal 2008-as befejezésével Pekinget és Sanghajt főútvonalak, főként gyorsforgalmi utak kötötték össze Kína valamennyi tartományának és autonóm régiójának fővárosával, így több mint 200 város között jött létre autópálya-kapcsolat.
A 2005 elején jóváhagyott Nemzeti Gyorsforgalmi Úthálózati Terv célja egy gyorsforgalmi úthálózat, amely összeköti a tartományok és autonóm régiók fővárosait Pekinggel és egymással, összekötve a nagyvárosokat és a fontos megyéket. A hálózat teljes hossza mintegy 85 000 km lesz, beleértve hét, Pekingből kiinduló gyorsforgalmi utat, melyek az alábbiak: Peking-Sanghaj, Peking-Tajpej, Peking-Hongkong-Makaó, Peking-Kunming, Peking-Lhásza, Peking-Ürümcsi és Peking-Harbin. A projektek fele már befejeződött.
2013-ban a Közlekedési Minisztérium bejelentette a „Nemzeti autópálya-hálózat tervezése (2013 - 2030)” című tervet, amelynek értelmében az autópályák száma 119-re emelkedik, a köztük lévő 81 összekötő autópályával együtt. Az összkilométert 265 000 km-re növelik, nagyobb hangsúlyt fektetve a nyugati és kevésbé fejlett régiókra.
2022-ben az NDRC és a MOT új Nemzeti Autópálya Hálózat Tervet (kínaiul: 国家公路网规划) tett közzé, amely számos gyorsforgalmi utat és nemzeti autópályát egészített ki és alakított át. A terv célja, hogy az összes nemzeti autópálya összekösse az összes megyei szintű (vagy annál magasabb) közigazgatási régiót (kivéve azokat, amelyek Sansha részét képezik), a fontos nemzeti turisztikai látványosságokat és a határellenőrzési pontokat.